# Lingua kwara'ae
Il kwara'ae (o anche fiu) è una lingua oceanica parlata su Malaita.
È la più importante lingua vernacolare delle isole Salomone.